# Křížová cesta (Hluboké Mašůvky)
Křížová cesta v Hlubokých Mašůvkách na Znojemsku se nachází na jihovýchodním okraji obce na svahu v areálu Poutního místa. Je chráněna jako nemovitá Kulturní památka České republiky.

## Historie
Křížová cesta byla postavena mezi roky 1859–1863, kdy zde působil P. František Poimon. Původní Kalvárii nechal vystavět jako soubor čtrnácti dřevěných kapliček. Poutní místo poté v letech 1946–1954 povznesl P. Josef Parma, který nechal křížovou cestu obnovit v podobě zděných výklenkových kapliček.

### Poutní místo
Na místě původní dřevěné kapličky poblíž poutní studánky nechal roku 1680 francouzský šlechtic Jan Ludvík Radult de Souches postavit barokní kostel. Roku 1701 převzali nad kostelem správu premonstráti z kláštera v Louce u Znojma. Při zrušení kláštera za císaře Josefa II. tato správa zanikla. V roce 1885 pak vznikla samostatná farnost.
Za osmiletého působení prof. Josefa Parmy po druhé světové válce bylo poutní místo opraveno a rozšířeno: pro Getsemanskou zahradu pořídil sochu Krista, nechal vybudovat Boží hrob, kapli nad Svatou studní s malou kolonádou, sochu Panny Marie La-Salletské, Mariánskou cestu s původně dvanácti obrazy poutních míst, Lurdskou jeskyni, terasy se sochami světců a největším jeho dílem byla v letech 1949–1953 přístavba kostela s věží.
V poslední době se zvýšil zájem o poutní místo Hluboké Mašůvky, o což se zasloužil nemalou měrou nový duchovní správce farnosti. Za jeho krátkého pobytu byla v Mašůvkách nově opravena a posvěcena památná Křížová cesia na Kalvárii a zbudováno několik laviček k pohodlí poutníků před kostelem a na prostranství Úlehle. P. prof. Josef Parma je také iniciátorem nově připravované stavby kapličky u Svaté studánky v údolí Svatoňovec. Vedle kapličky bude postaveno podloubí s lavičkami a upravena promenáda. Příchod k památné studánce povede z jedné strany velmi romantickým údolím a s jeho prací se započne ještě letos. Návrh na ni propracoval arch. Žaček ze Znojma. Také s přístavbou kostela se započne nejpozději do třech let, protože jeho stavba si vyžádá nákladu téměř jednoho milionu Kčs. Letos na něj bylo vybráno 60.000 Kčs, což je nepatrnou částkou k uskutečnění a započetí stavebních prací na připravovaném kostele, který měl být postaven na vrchu Kalvárie, ale nakonec z tohoto velmi dobrého návrhu sešlo.
Naše Demokracie, 29.08.1947
Poutní místo je v dobrém stavu a navštěvované. Opravený kostel, za ním upravené místo s lurdskou jeskyní a léčivým pramenem, na zalesněném vršku křížová cesta zakončená kalvárií v podobě tří křížů a nedalekým Božím hrobem, mezi jeskyní a křížovou cestou je Mariánská cesta s padesáti obrazy Mariánských poutních míst z Česka, Slovenska a Rakouska.